# رون بروت
رون بروت (بالإنجليزية: Ron Pruitt)‏ هو لاعب كرة قاعدة أمريكي، ولد في 21 أكتوبر 1951 في فلينت في الولايات المتحدة.

## وصلات خارجية
- رون بروت على موقعبيزبول رفرنس.كوم (الدوري الرئيسي) (الإنجليزية)
- رون بروت على موقعبيزبول رفرنس.كوم (الدوري الثانوي) (الإنجليزية)